# Jinrō Shokei Game
Jinrō Shokei Game: Tatoe Kimi ga Okami, Demo Boku wa Kimi wo Mamoru (人狼処刑ゲーム ～たとえ君が狼でも僕は君を守る～?), conocida simplemente como Jinrō Shokei Game, es una película francesa-japonesa dirigida por Guillaume Tauveron y estrenada el 9 de marzo de 2015. Se basa vagamente en el popular juego de cartas The Werewolves of Millers Hollow. El filme mezcla elementos de thriller psicológico y shōnen-ai.

## Argumento
El estudiante de secundaria Taiga Kishimoto (Motohiro Ōta) es raptado de camino a casa y despierta en un lugar desconocido. Allí se reencuentra con Yūichi Niina (Kōsuke Yonehara), un amigo de la infancia con quien también mantuvo una relación romántica, aunque ambos jóvenes se distanciaron en años posteriores tras el cambio de escuela de Niina. Pronto descubren que se encuentran confinados en una escuela con viejos compañeros de la primaria y una profesora, donde se les informa que se verán obligados a participar en un mortal y sádico juego conocido como el "juego del hombre lobo" (Jinrō Game). 
A cada persona se le asigna un rol que deberá mantener oculto de los demás, siendo estos los roles de aldeanos y dos hombres lobos. Las reglas del juego son simples: el equipo que logré eliminar al contrario ganará. Sin embargo, sólo podrá haber un único ganador y todos aquellos que sean eliminados mediante votación unánime, acusados de ser lobos, morirán, así como también los participantes que sean atacados por los lobos en las noches. Como si esto fuera poco, el grupo descubre que se les ha colocado un microchip en el cerebro que se activará si intentan escapar, el cual los asesinará liberando una sustancia letal. Del mismo modo, el microchip también provoca que los participantes que cargan con el rol de lobo ataquen a los aldeanos a medianoche haciéndoles perder todo sentido de humanidad, imitando a una bestia.
En medio de esta situación de vida o muerte, Taiga y Niina reivindican sus sentimientos por el otro y terminan siendo los dos últimos participantes con vida. Taiga, conocedor de que Niina era uno de los hombres lobo, le insta para que lo asesiné y así poder salvarse. Niina, sin embargo, ha perdido la voluntad de vivir hace mucho e incluso le revela a Taiga que ha intentado suicidarse en el pasado, por lo que él debería ser el que muera en castigo por haber deseado la muerte. Finalmente, cuando llega la medianoche, Niina comienza a sufrir la transformación y se sacrifica por Taiga. La película termina con Taiga prometiendo al cadáver de Niina que vivirá cada día de su vida como si fuera el último, nunca deseando la muerte.

## Reparto
- Motohiro Ōta como Taiga Kishimoto, el protagonista principal.
- Kōsuke Yonehara como Yūichi Niina, amigo de la infancia de Taiga y amante de este. Su personaje se explora en más detalle en Killing Curriculum: Jinrō Shokei Game - Prologue.
- Masanari Wada como Motoharu Yuge, antiguo compañero de primaria y amigo de Taiga y Niina.
- Kozue Aikawa como Suzu Nakamura, antigua compañera de primaria de Taiga y Niina.
- Yū Chidai como Tōru Takagi, antiguo compañero de primaria de Taiga y Niina. Cuando eran niños solía acosar a Niina y burlarse de este.
- Jun'nosuke Mura como Miyake, antiguo compañero de primaria de Taiga y Niina. Fue uno de los hombres lobos.
- Beniko como Eri Nohara, antigua compañera de primaria de Taiga y Niina. Siempre había recibido burlas por su sobrepeso.
- Keiko Morikawa como Muraoka-sensei, antigua profesora de los estudiantes. Abusó sexualmente de Niina cuando era niño.
- Hiromi Sakimoto como Sora Ryūn, un popular actor que actúa como moderador del juego. Se insinúa que no forma parte de la organización que ha creado el juego, sino que fue raptado y obligado a ello.

## Producción
El filme fue dirigido por el director francés Guillaume Tauveron y se compone mayormente de actores novatos, con la excepción de Motohiro Ōta, Kōsuke Yonehara, Masanari Wada y Hiromi Sakimoto, quienes ya habían trabajado en proyectos anteriores. Una edición en DVD/Blu-ray fue lanzada el 16 de marzo de 2015. Una precuela titulada Killing Curriculum: Jinrō Shokei Game - Prologue, fue estrenada unos meses después, el 9 de agosto de 2015. La película fue dirigida por Tomoyuki Furumaya y se centra en el personaje de Niina.